# Eddy van Wessel
Eddy van Wessel (Huizen, 14 maart 1965) is een Nederlandse fotograaf.
Eddy van Wessel werkt als fotograaf in conflict- en rampgebieden. Zijn foto’s werden internationaal gepubliceerd in bladen als Stern, Paris Match, LeMonde2 en The Washington Post Magazine.
Vanaf 1992 is hij zelfstandig fotograaf die veel werkt voor dagblad Trouw en Vrij Nederland. In de beginjaren werkte hij veel voor Artsen Zonder Grenzen. Tussen 1994 en 2004 volgde hij de oorlogen in Tsjetsjenië.
In eigen beheer gaf hij het boekThe edge of civilization uit met een overzicht van zijn foto’s uit een periode van achttien jaar. 

## Erkenning
In 2012 won Van Wessel de Zilveren Camera voor een fotoreportage in de Syrische stad Aleppo.
In 2015 trachtte een anti-IS-coalitie de stad Sinjar te heroveren op IS. Met zijn serie Sinjar, de strijd om Hoofdweg 47, won Van Wessel de Zilveren Camera. Behalve in Nederland werd de winnende foto ook gepubliceerd in Zweden en Portugal.
Zijn fotoserie Het Laatste Bolwerk werd in 2019 bekroond met de Zilveren Camera. De onderscheiding werd verdiend met opnames uit het oorlogsgebied in Syrië waar hij de val Baghuz vastlegde, de laatste nederzetting van Islamitische Staat.
In 2022 vertrok hij naar Oekraïne, waar hij onder andere een audiodagboek bijhield voor het radioprogramma Argos. In 2022 won hij de Zilveren Camera prijs voor de vierde maal met Ruïnes voor de vrijheid. De zwart-wit serie toont de slachtoffers van de oorlog in de Oekraïense stad Bachmoet . Als enige fotograaf in de geschiedenis van de Prijs is Eddy van Wessel 4 maal overall winnaar.           Met Daimon Xanthopoulos won hij de journalistieke prijs De Tegel 2022 voor hun documentaire over het geweld tegen migranten aan de buitengrenzen van de EU.
Op 2 oktober 2024 opende minister van Defensie Ruben Brekelmans een tentoonstelling in het Nationaal Militair Museum in Soesterberg. De tentoonstelling genaamd ‘War Stories. Ukraine up close’ liet de fotoreportage van Van Wessel zien die hij in Oekraïne tijdens de oorlog met Rusland maakte.

## Prijzen
- Zilveren Camera 2022
- De Tegel 2021
- Zilveren Camera 2019
- Zilveren Camera 2015
- Zilveren Camera 2012